# Ornithocephalus hoppii
Ornithocephalus hoppii är en orkidéart som först beskrevs av Rudolf Schlechter, och fick sitt nu gällande namn av Antonio Luiz Vieira Toscano och Robert Louis Dressler. Ornithocephalus hoppii ingår i släktet Ornithocephalus och familjen orkidéer.
Artens utbredningsområde är Colombia. Inga underarter finns listade i Catalogue of Life.